# Turistická značená trasa 0438
Turistická značená trasa 0438 je devět kilometrů dlouhá červeně značená turistická trasa Klubu českých turistů ve Východolabské tabuli a okrese Pardubice spojující Pardubice a Kunětickou horu.

## Popis trasy
Počátek se nachází u hlavní brány pardubického zámku v nadmořské výšce 217 metrů. Současně se zde nachází i počátek zeleně značené trasy 4288 spojující odlišnou cestou stejné body. Trasa 0438 nejprve přechází bývalý hradní příkop a prochází bývalým barbakánem dnes nazývaným Příhrádek. Pokračuje na pardubické Bílé náměstí, za kterým překonává řeku Chrudimku. Dále se stáčí k severovýchodu a po opuštění pardubické zástavby se přibližuje k řece Labi. Po jeho levém břehu vede až k jeho soutoku s Loučnou. Než k němu dorazí, prochází místem zvaným Úzké, kde souběžně teče Labe a kanál Halda. Trasa 0438 je vedena po úzké hrázi mezi oběma toky. Od soutoku pokračuje trasa po levém břehu Loučné k vesnici Počaply, na jejímž jižním konci Loučnou překonává a nabírá přibližně severní směr. Z Počapel je trasa vedena po silnici do Kunětic, na jejichž počátku překonává Labe po mostu typu Bailey Bridge. Severně od Kunětic mění trasa směr na západní a stoupá do východního svahu Kunětické hory, kde se sbíhá se zelenou trasou 4288, a pokračuje s ní na parkoviště pod hradem, kde v nadmořské výšce 252 metrů končí. Dříve trasa pokračoval dále k severu do Hradce Králové. Dnes zde na ní navazuje žlutá turistická značka vedoucí Sršskou plošinou na nádraží do Stéblové.
| km | místo                  | navazující, křižující a souběžné trasy |
| -- | ---------------------- | -------------------------------------- |
| 0  | Pardubice (zám.)       | 4288 9889                              |
| 4  | Úzké                   |                                        |
| 7  | Kunětice (bus)         |                                        |
| 9  | Kunětická hora (park.) | 4288 7322                              |

## Historie
Trasa vznikla v devadesátých letech rozdělením původní červeně značené trasy 0420 spojující Hradec Králové s Pardubicemi. Trasa 0420 je dnes odkloněna k lokalitě Koliba, kde končí. Dříve se v lese jihovýchodně od Vysoké nad Labem odkláněla k jihozápadu, přes Borkovský kopec vedla do Bukoviny nad Labem, odtud po levém břehu labe pokračovala do Němčic a dále po silnici pod Kunětickou horu, kde navazovala na dnešní trasu 0438.

## Turistické zajímavosti na trase
- Zámek Pardubice
- Pardubice (evropsky významná lokalita)
- Přihrádek
- Winternitzovy mlýny
- Park Na Špici
- Kanál Halda
- Soutok Labe a Loučné
- Kaple svatého Jana Nepomuckého v Počaplech
- Bailey’s Bridge v Kuněticích
- Kostel svatého Bartoloměje v Kuněticích
- Andy West Ranch
- Přírodní památka Kunětická hora
- Kunětická hora
- Hrad Kunětická hora